# Guus Zeegers
August (Guus) Zeegers (Amsterdam, 25 januari 1906 – Zandvoort, 26 februari 1978) was een Nederlandse middellangeafstandsloper.

## Loopbaan
Zeegers deed samen met zijn oudere broer Jan Zeegers mee aan de Olympische Spelen van Amsterdam in 1928. Beiden kwamen uit op de 1500 m, maar overleefden de series niet. Guus werd in zijn serie vijfde. Op de 800 m sneuvelde hij met een vierde plek in de series.

## Persoonlijke records
| Onderdeel | Prestatie | Jaar |
| --------- | --------- | ---- |
| 800 m     | 1.56,6 s  | 1929 |
| 1500 m    | 4.17,8 s  |      |